# Nürnberger Tanzorchester

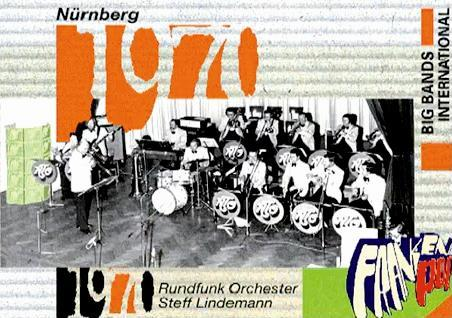
Öffentliche Sendung und Vorstellung der Schallplatte FRANKEN-POP, mit der NTO-Rundfunk Big Band unter Steff Lindemann. Eine Coproduktion mit dem Bayerischen Rundfunk Studio Nürnberg, aus dem Jahre 1977. Arrangements: Enrique Crespo.

Das Nürnberger Tanzorchester (NTO) war von 1949 bis 1994 ein Klangkörper des Bayerischen Rundfunks Studio Nürnberg heute Studio Franken.

## Geschichte
Das Studio Nürnberg beschäftigte bereits ab 1949 ein hauseigenes Ensemble. Das Kurt Edelhagen Orchester wurde unter Willy Spilling verpflichtet, außerdem spielten im Nürnberger Studio das Fränkische Landesorchester (heute Nürnberger Symphoniker) und das Orchester Kurt Illing.
Nach dem Weggang von Kurt Edelhagen beauftragte die Musikabteilung des Studio Nürnberg des Bayerischen Rundfunks 1951 Josef Niessen mit dem Aufbau und Leitung des NTO-Nürnberger Tanzorchesters.
Dieser wurde 1952 Nachfolger von Kurt Edelhagen und gründete als neues Studio-Orchester das Nürnberger Tanzorchester. Außerdem standen dem Studio Nürnberg das Tanzorchester Steff Lindemann und zeitweise die Silvan Koopmann Big Band zur Verfügung. Weil in den Anfangsjahren die Nürnberger Studios jedoch für die Ensembles zu klein waren, mussten die Radioleute für ihre Produktionen teilweise auf Turnhallen, Theater oder Nachtlokale ausweichen, wo bis in die Morgenstunden gespielt und aufgenommen wurde.
In den folgenden Jahren produzierten Mitglieder des NTO entweder im BR-Studiopark an Wallensteinstraße Studio Franken, oder in der Meistersingerhalle mit den Nürnberger Symphonikern (Fränkisches Landesorchester) Unterhaltungsmusik und in zahlreichen Besetzungen Jazz-, Tanz- und Volksmusik.
Ständige Etatkürzungen stellten 1965 den Fortbestand des NTO in Frage. Heinz Maiwald (seit 1965 Schlagzeuger im NTO) überredete Steff Lindemann seine Kapelle aufzugeben und die Leitung des NTO für öffentliche Auftritte zu übernehmen. Dadurch wurde das Weiterbestehen des Orchesters gesichert.
1977 übernahm Ed Sperber die Leitung des Orchesters unter seinem Namen. Es folgten Gastspiele und Galas in deutschen Großstädten mit orchestraler Begleitung verschiedener Künstler.
Die BR-Musikabteilung stellte um 1994 den fränkischen NTO-Klangkörper zu Gunsten anderer Aktivitäten ein. Ein Versuch der Nürnberger Silvan Koopmann Hochschul-Big Band, ein Jazzorchester als fränkisches Aushängeschild im Studio Nürnberg zu festigen, scheiterte. Ein Teil der Musiker wechselt zur Thilo Wolf Big Band, die die BR-Fernseh-Sendereihe „SWING-IT“ mit dem Genre Big Band wieder fest etablierte. Andere angehende fränkische Berufsmusiker spielen heute entweder im Sunday Night Orchestra cross-over mit den Nürnberger Philharmoniker oder im Bundesjazzorchester.

### Bandleader
- Kurt Edelhagen
- Josef Niessen (= Dave Daffodil)[7]
- Steff Lindemann[8]
- Ed Sperber
- Silvan Koopmann[9]

### NTO-Big-Band Besetzung um 1992
- Trompeten/Flügelhorn: Felice Civitareale / Franz Weyerer / Reiner Nöth / Marc de Vin / Dieter Bilsheim / Gustl Scheuerer
- Posaunen:: Richard Roblee / Gabor Hegedüs / Sepp Romeis / Silvan Koopmann
- Bass-Posaune: Richard Schmitt[10]
- Saxophone: Petra Schmitt (Alto) / Walter Friedel (Alto) Norbert Nagel (Tenor) / Ed Sperber (Tenor-Alto-Sopran) / Thomas Zoller (Bariton)
- Piano: Thomas Fink
- Gitarre: Wolfgang Kotkewitz
- Bass: Heinz Bock
- Schlagzeug: Heinz Maiwald / Wolfgang Haffner / Charly Antolini

### Ehemalige Musiker dieses NTO-Orchesters
Josef Niessen 1962-1982 (a) sowie Steff Lindemann 1964-1978 (b)
- Saxophone: Fritz Mensching (a/b), Walter Friedel (a/b) / Horst Wittauer (a/b), Franz Riedel (b), Gustl Scheuerer (b)
- Posaunen Hans Ehrlinger (a), Peter Herbolzheimer (a), Richard Schmitt (a/b), Erich Neudert (a/b), Ernst Redwig (a), Enrique Crespo (b), Gunther Ritter (b), Silvan Koopmann (a/b)
- Trompeten: Georg Rötzer (a), Walter Raab (a), Karl Bartelmes (a), Emil Händel (a/b), Gustav Scheurer (a/b), Fritz Schorr (b), Reinhold Bauer (b)
- Rhythmusgruppe: Heinz Bock Bass: (a/b), G. Riedel Gitarre: (a) / W. Friedel (b), Klavier: Thomas Fink (a/b)   Schlagzeug: Heinz Maiwald (a/b)
- Gesang: Edina Popp (a), Anne Goldkorn (b)

Peter Herbolzheimer, Hans Deinzer (WDR Köln) / Eberhard Pokerny (SR, Saarbrücken) / Richard Weber (Max Greger) / Hans Ehrlinger (Hugo Strasser) / Siggi Schmidt, Dieter Bilsheim, Norbert Nagel (Rias Berlin)

### NTO-Gastdirigenten für Studio Nürnberg
Friedrich Meier / Werner Drexler / Werner Heider / Kurt Illing / Paul Kuhn / Leo Eysoldt / Bernd Grund / Horst Franke / Willy Ullrich